# AYA a.k.a. PANDA
AYA a.k.a. PANDA（アヤエーケーエーパンダ）は、埼玉県出身の日本の女性ラッパー。2017年11月1日に配信リリースした「甘えちゃってSorry」がメガヒット。愛称は「あやぱんだ」。

## 来歴
2003年公開8mileにてヒップホップと出会う。
同年、地元ストリートでブレイクダンスに出会い、B-Girlとして活動を始める。しかし怪我や当時の彼氏の浮気による環境の変化により活動を休止。 2007年ヒップホップ系ライター「AYA-PANDA」としてのキャリアをスタート。DANCE STYLE、SLANG MAGAZINE、最前線HIP HOP、DANCE DELITE、movement、HIPHOP INSIDER、DDD、STREET DANCE MAGAZINE等様々な雑誌の制作に携わる。
2008年流派Rで童子-Tと共演をきっかけにラッパー活動を本格化させる。2009年5月KanariaのフィーチャリングアーティストとしてCDデビュー。同年6月、自身初のイベントをオーガナイズ。ゲストにDABOを招き単発イベントDREAMER@asiaPを開催。8月より地元を盛り上げるべく浦和BASEにて隔月開催イベントHOME PARTYを主催。2009年、Kanariaの「ハピネス〜Thanks Giving〜」への客演でCDデビュー。2012年、フランスのトラックメイカーTHA NEW TEAMと制作した「YUP YUP feat.MAYA&AYA a.k.a PANDA」はアメリカのEDM配信サイトBeatportで1位を記録。
2014年からISH-ONEプロデュースのフィメールユニット「S7ICKCHICKs」のメンバーとしても活動（2018年解散）。 
2017年11月にリリースした「甘えちゃってsorry」は、MVがYouTube再生回数2558万回以上を突破、LINE MUSIC着うたランキングでは全ジャンルの中で1位を獲得した。 
2018年12月にリリースした「ワガママpinky」はMVで1620万回以上を突破した。
2019年2月には10〜30代女性向けのアパレルブランドを展開している 『dazzy』とのコラボ曲「Show Me Love」をリリース。MVの再生回数は500万回を超える。
ラッパーには珍しく、BackDJに女性を迎えることが多い。 これまでの歴代DJは、ソロ活動を開始してから2018年6月までは「EKUBO」とともにライブを回っていた。その後「JACK HERER」と数か月間ライブを行った。2018年9月より「あべほのか」を迎え、現在に至るまで共にライブを行っている。
各地のディスコで精力的にライブを敢行。2018年は年間60本以上、2019年は80本以上のライブに出演し、日本各地を席捲する。
プライベートはあまり知られていないが、YouTubeチャンネル「LIFE Channel」にてその様子を垣間見ることができる。

## 作品

### シングル
| 発売日     | タイトル             | 収録アルバム |
| ---------- | -------------------- | ------------ |
| 2017/11/01 | 甘えちゃってSORRY    | lily         |
| 2018/05/21 | わたしのとなりにStay | lily         |
| 2018/08/17 | POPPIN               | lily         |
| 2018/10/25 | ワガママPINKY        | lily         |
| 2019/01/16 | スパゲッティー       | Anemone      |
| 2019/02/28 | Show Me Love         | lily         |
| 2019/07/25 | 死んでよBABY         | Anemone      |
| 2020/03/18 | なんもしたくない     | 2020         |
| 2020/07/01 | A Perfect Sky        | 2020         |
| 2021/09/08 | ICHIGO OLE           |              |
| 2023/7/21  | Disaster I           |              |
| 2023/8/31  | Disaster II          |              |
| 2023/9/30  | Disaster III         |              |

### アルバム
| 発売日     | タイトル   | 収録曲 |
| ---------- | ---------- | --- |
| 2019/06/07 | lily       | 1. POPPIN 2. ワガママPINKY 3. イケてる 4. 夏の終わり 5. 甘えっちゃってSorry 6. Show Me Love 7. わたしのとなりにstay             |
| 2019/11/01 | Anemone    | 1. 死んでよBABY 2. あの頃から今 3. Phone number 4. スパゲッティー 5. スローモーション 6. Hello 7. Believe your self             |
| 2020/09/02 | 2020       | 1. I miss u 2. シークレットLOVE 3. なんもしたくない 4. ソレデモ 5. A Perfect Sky 6. 猫だったっけな（犬ではない） 7. alone night |
| 2022/03/24 | Blue Ocean | 1. DREAM DRIVE 2. BEST FRIENDだし 3. Baby girl 4. 君はBAD BOY私はBAD GIRL 5. 高層ビルの上 6. Balenciaga 7. シュガシュガ         |

### 配信シングル
| 発売日 | タイトル          |
| ------ | ----------------- |
|        | 桜雨 SECOND STORY |

### 参加作品
| 発売日     | タイトル                                                                                      |
| ---------- | --------------------------------------------------------------------------------------------- |
| 2014/11/12 | Fourd Nkay『UNUSUAL (feat. MEKA, FOURD, AYA A.K.A PANDA & SIMON JAP)』                        |
| 2016/12/9  | FUZIKO『Beautiful Light Bug (feat. AYA a.k.a.PANDA & MC Mystie)』                             |
| 2016/12/21 | SHAPE『首ったけ (feat. 掌幻 & AYA a.k.a. PANDA)』                                             |
| 2017/2/5   | SHAPE『On Fire (feat. AYA a.k.a. PANDA & BULL)』                                              |
| 2017/2/22  | BARZBEATZ『Get up. +C.S.L.A.B.+ (feat. CLOCK, S.H.I.T., LAST PASS & AYA a.k.a.PANDA)』        |
| 2017/12/15 | OGaMixxX&SBC×SOUKI『TOKYO ICE CREAM LAND (feat. AYA a.k.a. PANDA)』                           |
| 2018/1/28  | DJ G-Shot『TOUCH TO LOVE (feat. AYA a.k.a.PANDA & S☆LUV)』                                    |
| 2018/4/25  | CHERRY『Another Day (feat. AYA a.k.a.PANDA)』                                                 |
| 2018/5/23  | OGaMixxX&SBC×SOUKI『OGaMixxX&SBC × SOUKI (feat. AYA a.k.A.PANDA) [TAKAHIRO YOSHIHIRA Remix]』 |
| 2019/5/29  | Full Of Harmony 『とりまレイドバック feat.AYA a.k.a. PANDA』                                  |
| 2019/12/2  | BABY −T 『まるでSaturday Night(feat.AYA a.k.a. PANDA)』                                       |
| 2020/5/7   | 詩音『Love (feat. AYA a.k.a. PANDA)』                                                         |
| 2020/11/25 | DJ PMX 『With You(feat.MC TYSON &AYA a.k.a. PANDA)』                                          |
| 2022/9/23  | t-Ace『ぽっぷしゃんぱん (feat. AYA a.k.a.PANDA)』                                             |
| 2023/11/15 | SHO HENDRIX『No is No feat. AYA a.k.a. PANDA, TAK-Z』                                         |

## メディア出演
- 流派-R since2001 （2020年10月23日）== 主なライブ ==

| B BOY PARK 2014（2013年8月17日）           |
| STREET CYPER 2 MC BATTLE （2013年10月6日） |
| UMB埼玉予選（2013年10月13日）              |
| UMB埼玉予選（2014年7月6日）                |
| B BOY PARK 2015（2015年8月16日）           |